# Sistema de navegação por satélite

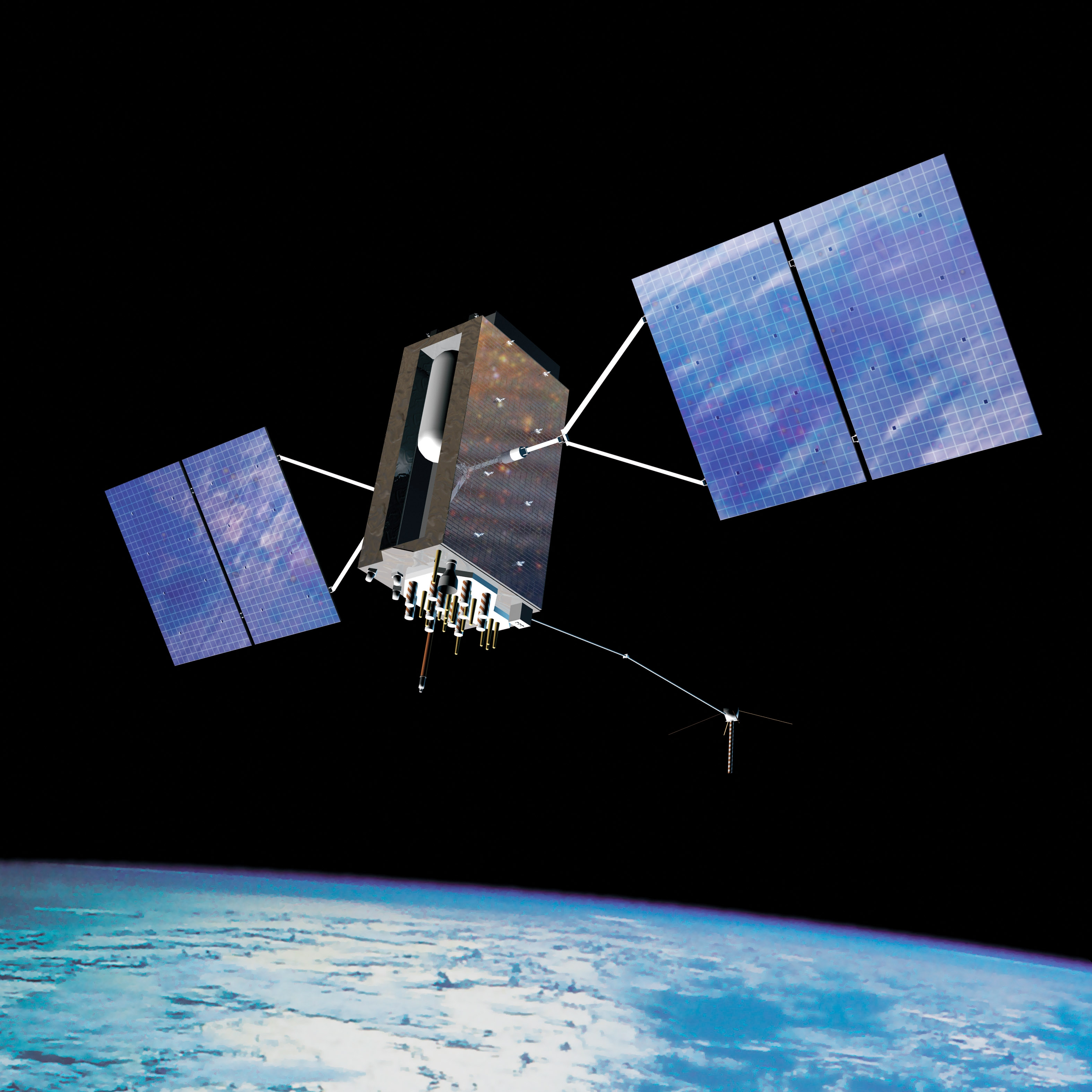
O Sistema de Posicionamento Global da Força Espacial dos EUA foi o primeiro sistema global de navegação por satélite e o primeiro a ser fornecido como um serviço global gratuito.

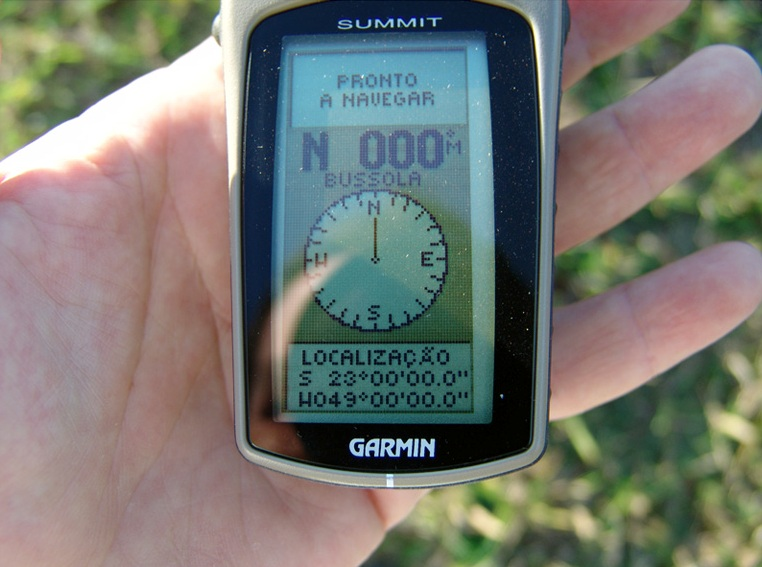
Coordenadas com um GPS com bússola e altímetro integrado

Sistema de navegação por satélite ("sat-nav") são sistemas que estabelecem o posicionamento geo-espacial autônomo através do uso de satélites artificiais. Estes sistemas permitem que receptores sobre a superfície terrestre possam determinar a sua localização em comparação com os sinais dos satélites, adquirindo sua posição em um sistema de referência espacial conveniente. A precisão da localização será dada conforme o tipo de técnica de posicionamento utilizada. Quando um sistema de navegação por satélite possui a capacidade de oferecer posicionamento em qualquer ponto da superfície terrestre, adota-se a nomenclatura de Sistema Global de Navegação por Satélite (Global Navigation Satellite System - GNSS).
Inicialmente os nav-sat foram desenvolvidos para fins militares. Posteriormente, as necessidades de posicionamento para uso civil nos diversos segmentos como agricultura de precisão, sistemas de transportes e afins levaram ao surgimento de aplicações específicas neste sentido.

## Conceito de GNSS
O termo GNSS foi utilizado pela primeira vez em 1991 pela Associação Internacional de Aviação Civil (International Civil Aviation Organization - ICAO) para designar os sistemas de posicionamento por satélites artificiais com cobertura mundial. Considera-se que para obter cobertura global, uma constelação de satélites deve possuir um mínimo de 24 satélites posicionados de forma a que um determinado receptor sobre a superfície terrestre possa ter um mínimo de quatro satélites no horizonte para serem detectados. Quatro satélites 
são utilizados para determinar a posição do receptor: o primeiro satélite é utilizado para sincronizar o tempo entre sistema de tempo dos satélites e do receptor, enquanto outros três satélites são utilizados para calcular as coordenadas tridimensionais. Até a presente data, apenas dois sistemas GNSS são considerados plenamente operacionais e com alcance global: o sistema estadunidense Navstar GPS e o sistema russo GLONASS. Desde dezembro de 2016, o sistema europeu Galileo, ainda que não de forma completa, tem fornecido também posicionamento com alcance global.
Outros sistemas GNSS em desenvolvimento incluem o sistema chinês Compass.
É importante salientar que os sistemas GPS, GLONASS e COMPASS não possuem garantias de operação e são utilizados "tal como está". Isto significa que o sinal dos sistemas pode ser bloqueado ou degradado conforme a necessidade política-militar dos países que os mantém. Este problema levou ao surgimento de técnicas de combinação de sinal entre múltiplos sistemas GNSS (de modo que se uma constelação possui ruído no sinal, outra constelação ainda garanta o posicionamento) e propostas de sistemas de navegação para uso civil (como Galileo) que possuam garantias de operação.